# Шо, Финн
Финн Шо (норв. Finn Schau; род. 5 января 1948 года) — норвежский актёр театра и кино.

## Биография и карьера
Финн Шо работал во множестве театров Норвегии. В 1969 году он дебютировал в Трёнделагском театре, в котором работал до 1971 года. С 1977—1980 годы Финн работал на Национальной сцене. С 1980-1981 годы — в Норвежском национальном театре, где он принял участие в 23 выступлениях. С 1981-1996 годы — в Новом театре Осло. Финн участвовал в пьесах «Гедда Габлер», «Три мушкетёра» и др. Работал переводчиком. Также ему приходилось бывать на телевидении в Норвежской вещательной корпорации, где Финн проработал с 1996-1997 годы.
Фильмы и сериалы Финна Шо: «Коридоры времени» в роли Иоганна Гутенберга, «Плач в лесу» в роли полицейского Йоргена, «Лиллехаммер» в роли полицейского Арве и другие кинокартины. Кроме того, Финн популярен по работе норвежского озвучивания различных мультфильмов. Например, в следующих мультфильмах он озвучил: «Шрек» — лорда Фаркуада, «Тачки» — Рамона, «Цыплёнок Цыпа» — мистера Шерстиклока и т.д.
Отец Финна Шо (1914—2005) был офицером Военно-морских сил Норвегии. Сыновья Финна — Кристофер (род. в 1970 г.) и Александр (род. в 1974 г.) — тоже появляются на телевидении. Первый музыкант, второй шоумен.